# Iglesia de San Felipe Neri (Málaga)
La iglesia de San Felipe Neri, también conocida como iglesia de la Santa Cruz y San Felipe Neri, está situada en el barrio de San Felipe Neri, en el distrito Centro de Málaga (España).

## Historia
El edificio, del siglo XVIII, es el resultado de muchas ampliaciones y reformas desde la construcción de su primitiva capilla, mandada construir por un personaje de la nobleza malagueña, Antonio Tomás Guerrero Coronado y Zapata II conde de Buenavista.
La primera piedra fue colocada el 3 de marzo de 1720 en la Plaza de los Canteros, junto a calle Gaona, llegando a culminar la obra diez años más tarde en lo que fue una capilla de pequeñas dimensiones. A partir de este momento, las solicitudes de diferentes órdenes religiosas para ocupar la capilla eran cuantiosas, pero el conde las rechazó una a una, interesándose y finalmente concediéndola a la orden de los filipenses, ya que el conde sintió una premonición cuando estos pidieron instalarse en la capilla, debido a que pensaba encomendarla a San Felipe Neri. La petición de que esta capilla fuera ocupada por esta orden, fue llevada a cabo por el cardenal Gaspar de Molina, haciéndola presente mediante una carta el 11 de noviembre de 1738.
A principios de julio del año siguiente, el conde de Buenavista cede a los Padres Filipenses la iglesia, compuesta por una capilla superior y otra subterránea, una sacristía, numerosas ornamentaciones, esculturas, pinturas, una vivienda situada junto a la iglesia, y varias casas situadas en calles aledañas para el sostenimiento de la congregación. También cedió el uso de la capilla subterránea a la orden “Escuela de Jesús”, aunque esta fuera propiedad de los filipenses. El 11 de julio de 1739, se efectuó una procesión desde la catedral a la capilla, en la que participaron los dos cabildos, cofradías, parroquias y comunidades religiosas, un día más tarde se llevaba a cabo la primera misa oficial en la capilla.

### Ampliaciones
Las dimensiones de la nueva capilla eran bastantes reducidas, por lo que el cardenal Molina determina la necesidad de una ampliación, cuyos gastos correrían a cargo del conde de Buenavista, pero la muerte de ambos en 1744 y 1745 respectivamente, frustró el proyecto. La idea siguió viva con la llegada del padre Rojas a la congregación de San Felipe, que consiguió con la ayuda de la donación del obispo Juan de Eulate el ensanche y ampliación de la iglesia y casa de estudios. Nuevamente el proyecto se ve truncado por la muerte del obispo, quedándose la congregación sin patrimonio para la realización de las obras. Tras la muerte de este se pueden hacer efectivos cuarenta mil ducados, gracias a unas gestiones llevada a cabo en Madrid por el Padre Rojas, que fueron muy importantes para el reinicio de las obras.

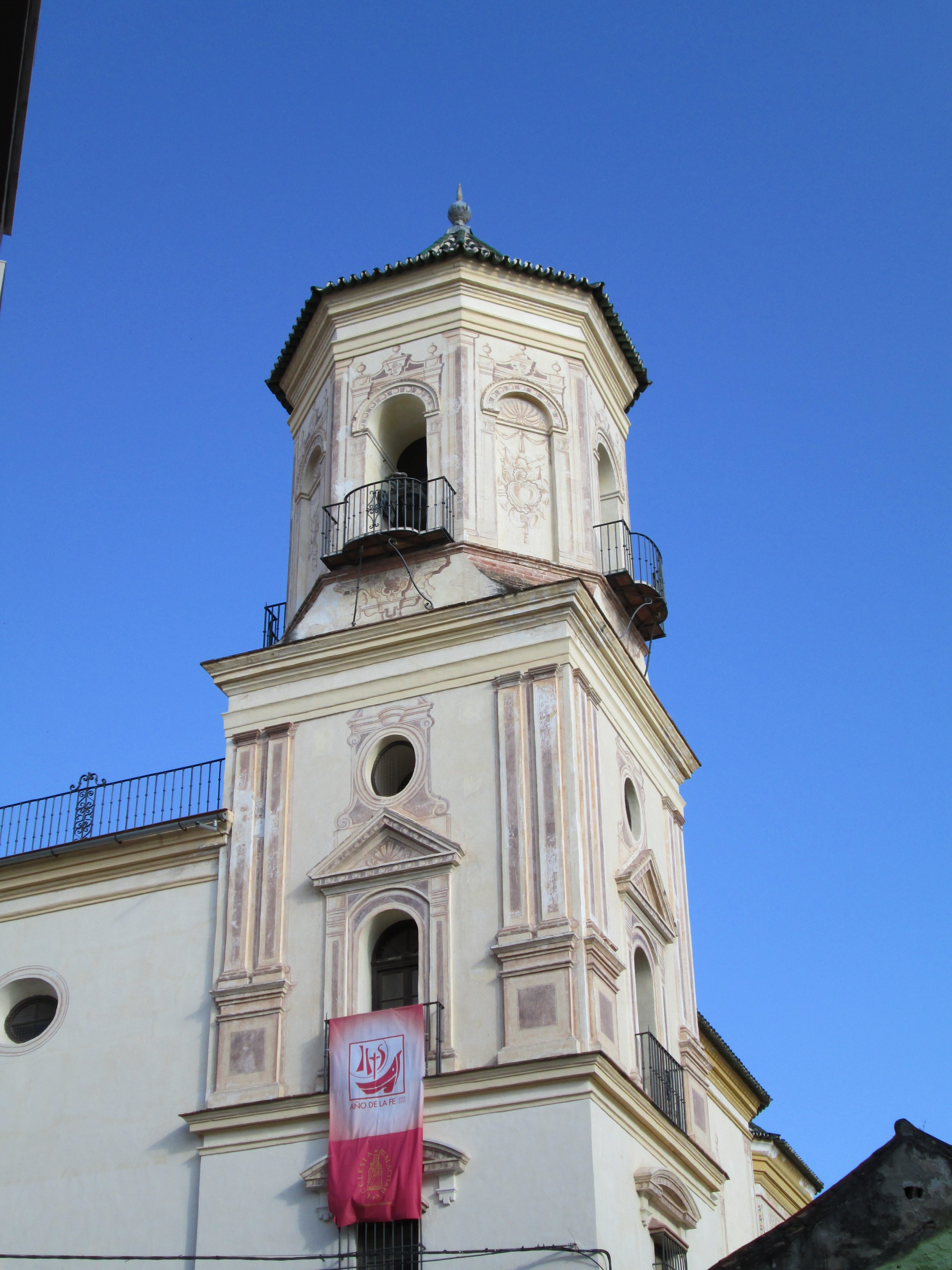
Detalle de una de las torres.

Para la construcción de la casa de estudios se adquirieron cinco casas contiguas al convento que posteriormente fueron derruidas en 1750, en un año recaudaron cincuenta y cinco mil reales de diversos donantes, lo que permitió el comienzo de las obras. Las primeras trazas del proyecto las realizó el arquitecto José de Bada y Navajas, dirigiendo las obras Antonio Ramos, siendo este último el autor de los planos, ambos artífices de la Catedral de Málaga. Las obras fueron llevadas a cabo por el maestro Tomás Valenzuela, que murió antes de terminar de solar el patio, tarea que culminó su sobrino, Joaquín Daniel.
Hasta 1756, no se les otorga la licencia para las obras de la casa de estudio por temor a que afectara a las conducciones de agua de las calles de esta zona. Una vez obtenida la licencia, y gracias a las casas donadas por el conde Buenavista junto con las numerosas limosnas otorgadas por los fieles, dan comienzo las obras un año más tarde coincidiendo con la muerte del padre Rojas, teniendo que ser detenidas en 1758 por falta de medios, no obstante se siguieron realizando tareas de escasas envergaduras.
En 1771, se reanudan las obras dando comienzo a una segunda fase en la que intervinieron grandes figuras de la arquitectura barroca, como el arquitecto Ventura Rodríguez, el cual se limitó a aprobar las obras ya realizadas y a proponer ligeros cambios, y Martín de Aldehuela, posiblemente realizador unánime de la sacristía. Las obras culminaron en 1785, pero Martín de Aldehuela no comenzó a realizar el tabernáculo hasta cinco años más tarde. En 1795, la culminación del tabernáculo y el altar mayor fueron celebrados con una procesión para colocar al Santísimo en el altar mayor.

### Desamortización

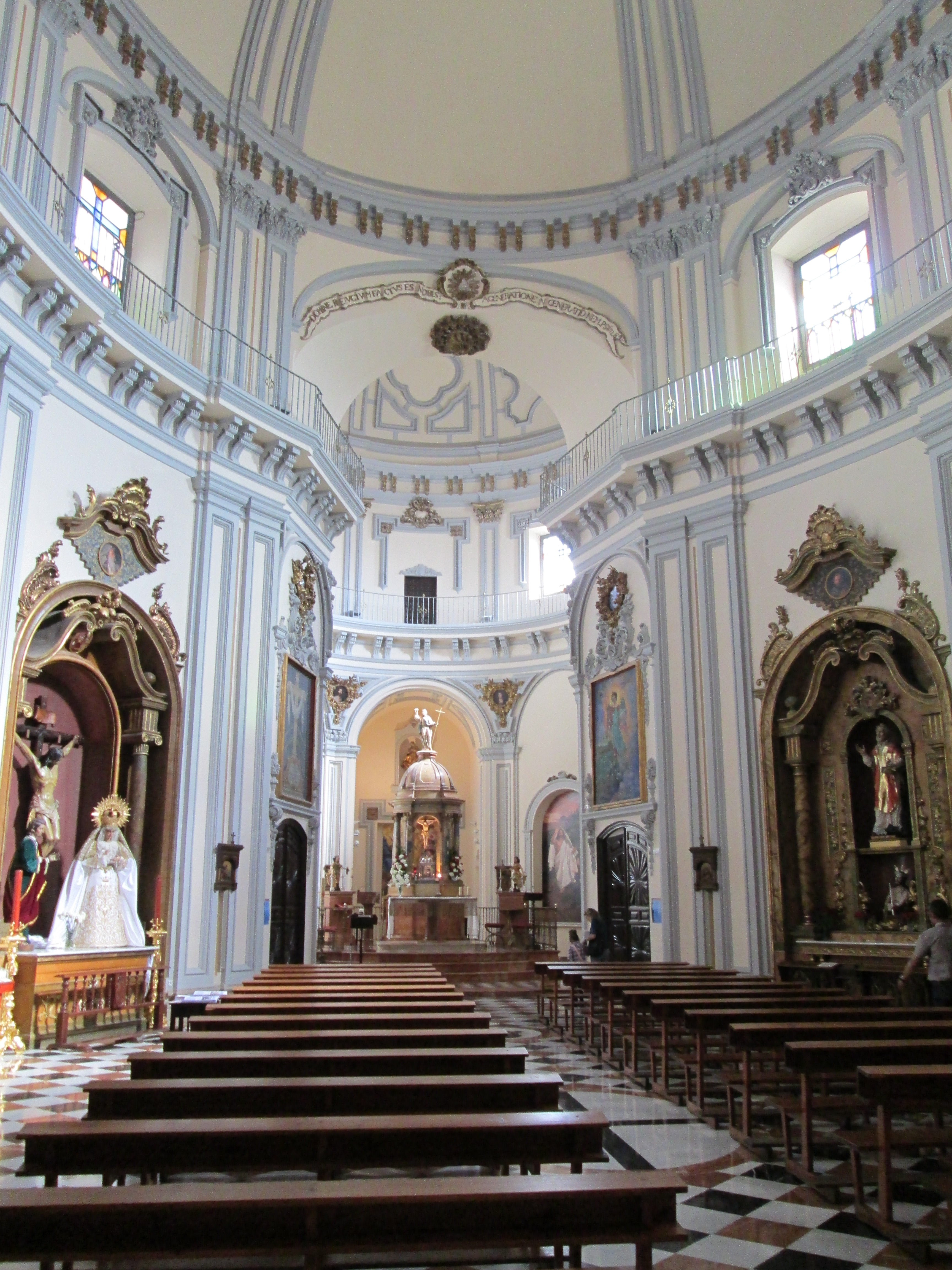
Interior.

La congregación sufrió dos desamortizaciones, la primera llevada a cabo con la llegada de los ejércitos franceses a Málaga, resultando fallida ya que todas las pertenencias apropiadas fueron devueltas. Sin embargo, con el asentamiento del régimen liberal de 1833, se produce la desamortización eclesiástica mediante el Real Decreto del 8 de marzo de 1836 que disponía de la supresión de todas las casas de religión incluidas la de los Filipenses malagueños. Hubo intentos por parte de los padres filipenses de detener el proceso de desamortización pero lo único que consiguieron fue el permiso de residencia en sus antiguos aposentos.
El 1 de agosto de 1841, la iglesia se erigió en Parroquia quedando como filial de la de los Mártires. Hubo una relativa estabilidad durante un largo periodo de tiempo en el cual podemos destacar que en 1846 la casa de estudios, como se le conocía por los padres Filipenses fue convertida en Instituto Segunda Enseñanza.

### Incidentes de 1931
En tiempos de la Segunda República Española, el 12 de mayo de 1931 el templo fue uno de los incendiados por un grupo de descontrolados. Tras los terribles sucesos del día 11 de mayo los disturbios continuaron y el día 12 entre las dos y las tres de la tarde la iglesia fue asaltada e incendiada. En la calle Parra y plaza Montaño se hicieron hogueras con los objetos sacados del templo. Se robaron o destruyeron cuatro esculturas de Pedro de Mena: La Dolorosa de Servitas, Santa Ana, San José y San Joaquín. Además, se destruyeron cuatro lienzos de Miguel de Manrique. Solo pudieron salvarse la Virgen Implorante de Fernando Ortiz (siglo XVIII) de Servitas y el Cristo de los Afligidos.

### Restauración
Desde la década de los años 1970, con la realización de considerables reparaciones y descubrimientos casuales, han venido aflorando una serie de pinturas que decoran una parte del lateral de la iglesia, estas pinturas han sido objeto de un tratamiento de recuperación llevado a cabo por la Consejería de Cultura de la Junta de Andalucía en 1997 y 1998.
Desde septiembre de 2010 a noviembre de 2011 la Iglesia fue sometida a una profunda restauración en la que eliminaron los problemas de humedades de la capilla subterránea, recuperada al culto, y el templo recobró el esplendor barroco perdido. El 27 de noviembre de 2011, el Obispo de Málaga, Monseñor D. Jesús E. Catalá Ibáñez, presidió la misa de reapertura.

## Cofradías
Actualmente, la iglesia está destinada al culto, además de albergar a cuatro corporaciones de gran prestigio como son: la Orden Tercera de Siervos de María Santísima de los Dolores(Servitas), cuya sede canónica se encuentra en San Felipe desde mayo de 1740; La Archicofradía de la Sangre se ubica en ella desde abril de 1941, como consecuencia del incendio de su anterior sede, la Iglesia de la Merced en 1931; La Hermandad de la Santa Cruz se fundó en 1984 en dicha parroquia, aunque no se procesión hasta 1993; y por último La Hermandad del Divino Nombre de Jesús Nazareno de la Salutación que se estableció en San Felipe, en 1984, siendo la más reciente incorporación a la iglesia.
También la Iglesia ha sido sede de otras Hermandades. La Cofradía de Zamarrilla estuvo en este templo durante los cuarenta debido a las obras de reconstrucción de la Ermita de Zamarrilla, como consecuencia de la guerra civil española. La Cofradía de la Pollinica que tuvo su sede en esta Iglesia desde la posguerra hasta 1981, donde se trasladaron a la Iglesia de San Agustín, actual sede. Y la Hermandad del Descendimiento que estuvo en la década de los ochenta durante su reorganización hasta finales de la década donde se trasladaron a la Capilla del Hospital Noble, sede actual.